# Stefan Mitrović (ur. 1990)
Stefan Mitrović (cyr. Стефан Митровић; ur. 22 maja 1990 w Belgradzie) – serbski piłkarz grający na pozycji środkowego pomocnika. Od 2021 roku jest zawodnikiem klubu Getafe CF.

## Kariera piłkarska
Swoją karierę piłkarską Mitrović rozpoczynał w juniorach dwóch belgradzkich klubów, FK Crvena zvezda, a następnie FK Rad. W 2010 roku wyjechał na Słowację i został zawodnikiem klubu MFK Petržalka. 27 lutego 2010 zadebiutował w jej barwach w pierwszej lidze słowackiej, w przegranym 0:1 wyjazdowym meczu z MFK Košice. Piłkarzem Petržalki był do lata 2010.
Latem 2010 roku Mitrović przeszedł do Zbrojovki Brno. Swój debiut w Zbojovce zaliczył 25 lutego 2011 w zremisowanym 1:1 wyjazdowym spotkaniu ze Slavią Praga. Na koniec sezonu spadł ze Zbrojovką do drugiej ligi.
W 2011 roku Mitrović wrócił do Serbii i został zawodnikiem klubu Metalac Gornji Milanovac. W Metalacu swój debiut zanotował 17 września 2011 w przegranym 0:1 wyjazdowym meczu z FK Smederevo. W sezonie 2011/2012 został z Metalacem zdegradowany do Prvej ligi.
W 2012 roku Mitrović został piłkarzem belgijskiego KV Kortrijk. W belgijskiej pierwszej lidze zadebiutował 4 sierpnia 2012 w zwycięskim 2:1 wyjazdowym meczu z Cercle Brugge. W Kortrijk spędził sezon.
Latem 2013 Mitrović przeszedł do rezerw Benfiki. 15 września 2013 zadebiutował w nich w Segunda Liga w domowym meczu z Leixões SC (5:1). Pół roku później trafił na wypożyczenie do Realu Valladolid. 25 stycznia 2014 zadebiutował w Realu w Primera División w wygranym 1:0 domowym meczu z Villarrealem. W sezonie 2013/2014 spadł z Valladolidem do Segunda División.
W 2014 roku Mitrović został zawodnikiem SC Freiburg. Swój debiut we Freiburgu zanotował 4 października 2014 w wyjazdowym spotkaniu z Werderem Brema. W sezonie 2014/2015 Freiburg został zdegradowany do 2. Bundesligi.
Latem 2015 roku Mitrović został wypożyczony do KAA Gent. W klubie tym swój debiut zaliczył 12 września 2015 w zremisowanym 1:1 wyjazdowym meczu z SV Zulte Waregem. W lipcu 2016 został wykupiony przez Gent za kwotę 1,5 miliona euro.
W lipcu 2018 Mitrović odszedł z Gent do RC Strasbourg za 3 miliony euro. Zadebiutował w nim 12 sierpnia 2018 w wygranym 2:0 wyjazdowym spotkaniu z Girondins Bordeaux. W Strasbourgu występował przez trzy sezony.
Latem 2021 Mitrović został zawodnikiem Getafe CF, które zapłaciło za niego milion euro. W Getafe swój debiut zaliczył 13 sierpnia 2021 w przegranym 0:1 wyjazowym meczu z Valencią.
| Sezon   | Klub                     | Kraj       | Rozgrywki        | Mecze | Gole |
| ------- | ------------------------ | ---------- | ---------------- | ----- | ---- |
| 2009/10 | MFK Petržalka            | Słowacja   | 1. Liga          | 8     | 0    |
| 2010/11 | FC Zbrojovka Brno        | Czechy     | 1. Liga          | 8     | 0    |
| 2011/12 | Metalac Gornji Milanovac | Serbia     | Super liga       | 21    | 0    |
| 2012/13 | KV Kortrijk              | Belgia     | Eerste klasse    | 22    | 3    |
| 2013/14 | SL Benfica B             | Portugalia | Segunda Liga     | 8     | 0    |
| 2013/14 | Real Valladolid          | Hiszpania  | Primera División | 16    | 0    |
| 2014/15 | SC Freiburg              | Niemcy     | Bundesliga       | 14    | 0    |
| 2015/16 | KAA Gent                 | Belgia     | Eerste klasse    | 26    | 1    |
| 2016/17 | KAA Gent                 | Belgia     | Eerste klasse    | 37    | 2    |
| 2017/18 | KAA Gent                 | Belgia     | Eerste klasse    | 19    | 0    |
| 2018/19 | RC Strasbourg            | Francja    | Ligue 1          | 34    | 0    |
| 2019/20 | RC Strasbourg            | Francja    | Ligue 1          | 23    | 1    |
| 2020/21 | RC Strasbourg            | Francja    | Ligue 1          | 32    | 2    |

## Kariera reprezentacyjna
W reprezentacji Serbii Mitrović zadebiutował 31 maja 2014 roku w zremisowanym 1:1 towarzyskim meczu z Panamą, rozegranym w Bridgeview.